# 元韶
元 韶（げん しょう、? - 559年）は、北魏・東魏の皇族。字は世冑。北魏の孝荘帝の甥にあたる。

## 経歴
北魏の彭城王元劭の子として生まれた。学問を好み、姿形の美しい人物であった。建義元年（528年）、河陰の変で爾朱栄が入洛すると、元韶は滎陽郡太守の鄭仲明を頼った。まもなく鄭仲明が殺されると、鄭仲明の兄の子の鄭僧副とともに避難し、民間の程氏に一時かくまわれた。孝荘帝に迎えられて彭城王の位を継いだが、後にまた爾朱氏の乱を避けて、嵩山に隠れ住んだ。
東魏の時代に高歓が長女の孝武皇后を元韶と再婚させたため、北魏帝室の奇宝の多くが元韶の家に入った。興和3年（541年）11月、太尉に上った。興和4年（542年）4月、録尚書事となった。武定末年に司州牧に転じ、太傅に進んだ。天保元年（550年）、北斉が建てられると、県公に爵位を降格された。10月、尚書左僕射となった。
元韶は性格が穏和で、高氏の婿として重用された。よく謙遜して人に譲り、政治は仁政を基本とした。儒学を好んで、礼儀を守り、邸宅は質素であった。一方で、文宣帝が元韶のひげを剃らせて化粧をさせ、婦人の服を着せて従わせ、「わたしは彭城を嬪御とする」と言って侮辱するという出来事もあった。
天保10年（559年）、太史が「今年は古いものを除いて刷新をおこなう年です」と上奏したので、文宣帝は「漢の光武帝はどうして中興したのか？」と元韶に訊ねると、元韶は「王莽が劉氏を殺し尽くさなかったからです」と答えた。文宣帝は元氏一族を除くことを決意した。5月、元世哲・元景式らの25家を殺して、残りの19家も拘禁させた。元韶は京畿の地下牢で絶食し、衣の袖を食らって死んだ。7月になると、文宣帝が元氏を皆殺しにして、残る者はなかった。前後の死者はおよそ721人に及び、屍体は漳水に投げ込まれたため、都下の人々は長らく魚を食することがなかった。

## 伝記資料
- 『魏書』巻21下 列伝第9下
- 『北斉書』巻28 列伝第20
- 『北史』巻19 列伝第7